# Іббі-Сін
Іббі-Сін — цар Ура, Шумеру й Аккада. Його правління припадало приблизно на кінець XXI століття до н. е..

## Правління

### Нашестя амореїв
Хоча Іббі-Сін і був, так само як його попередники, обожнений за життя, але він вже не мав такої могутності. За даними ономастики значне число царських чиновників того часу складали амореї. Багато хто з них обіймав досить високі посади й мав довіру молодого царя.
За його правління аморейські орди, навіть не намагаючись прорватися на південь через розпечену «гіпсову пустелю» та збудовану попереднім царем загороджувальну стіну, перейшли Верхню Месопотамію поперек із заходу на схід та переправились через Тигр і Діялу, після чого вторглись до сільськогосподарських районів Месопотамії Нижньої. Амореї гнали свою худобу на шумерсько-аккадські хлібні поля, оточували міста, відрізаючи шляхи від них до центру держави, і, не отримуючи звідти допомоги, місцеві енсі почали відокремлюватись від Ура. Так на 3-му році правління Іббі-Сіна від його царства відокремилась Ешнунна, енсі якої Ітуріа ще зовсім недавно був відданим намісником батька Іббі-Сіна, царя-бога Шу-Сіна, й будував, присвячений останньому, храм в Ешнунні. У тому ж 3-му році спалахнуло повстання в країні Сімуррум, яке було з великими труднощами придушене Іббі-Сіном.

### Відпадання провінцій

Стародавнє Межиріччя’

У четвертий рік його правління у підпорядкованому Еламі почались заворушення. Правитель Еламської області Енпі-луххан (шумерські джерела називають його Енбілуа) здійснив набіг з гір на Сузіану та звільнив міста Аван, Адамдун і Сузи. На 5-му році від царства Ура відокремився повсталий Лагаш, де ще раніше зійшов з політичної сцени суккальмах Вараді-Нанна. Того ж року Іббі-Сін для зміцнення східних кордонів видав свою однокровну сестру за енсі міста-держави Запшалі. На 6-му році відокремилась Умма. Під загрозою захоплення виявились життєво важливі центри Урської держави. Датувальна формула 6-го року правління Ібб-Сіна каже про зміцнення стін Ніппура й Ура.

### Голод в країні. Створення царства Ісін
На 6-му році його правління в Урі почався голод, оскільки врожай до столиці припинив постачатись більшості округів. Іббі-Сін відрядив свого сановника Ішбі-Ерру до ще не зачіплених навалою західних районів країни з дорученням закупити у общинників зерно для державного господарства. Закупивши велику кількість ячменю за недорогою ціною та звіз його до маленького окружного центру Ісіна, на одному з каналів, неподалік від стародавнього Ніппура. Ішбі-Ерра зажадав від Іббі-Сіна 600 тур для перевезення зерна до столиці, утім транспорту цар не мав. Тоді Ішбі-Ерра, відчувши свою силу, повстав проти Ура та заснував своє власне царство. На 7-му році правління Іббі-Сіна Ішбі-Ерра захопив місто Ніппур. У його руках опинилися не тільки храмові багатства, але й царська скарбниця, як припускають, споруджена тут ще Шульгі. Мало того, захопивши священне місто Ніппур, Ішбі-Ерра отримав право на титул царя Шумеру. Енсі Казаллу Пузур-Німушда й енсі Гіркаля Кірбуба, відряджені на чолі війська битись із Ішбі-Еррою, перейшли на його бік. Вже 2021 року до н. е. Ішбі-Ерра фактично царював, спочатку обережно називаючи себе «лугалем своєї країни», а від 2017 року прийняв повний царський титул та запровадив власні датувальні формули.

### Походи наЕлам
2022 року до н. е. Іббі-Сін розпочав похід до Еламу, де відвоював міста, захоплені Енпі-лухханом (Аван, Адамдун, Сузи), взяв у полон Енпі-луххана й відвіз його до Ура. За кілька років він здійснив похід до нескореного Еламу, де зайняв місто Хухнурі. Але то були останні успіхи Іббі-Сіна.

### Розгром Ура
Тим часом в Урі становище ставало трагічним. Разом з тим, Іббі-Сін зумів протриматися в Урі до 2003 року до н. е., коли амореї пропустили через зайняті ними землі військо царя еламської області Хутран-темпті та його союзників «воїнів племені су» (тобто субареїв). Ур був захоплений і сильно зруйнований еламітами, які тоді були союзниками амореїв. У джерелі, що дійшло до нашого часу — шумерському літописі «Плач про загибель Ура», розповідається що місто було підпалене еламітами й цілком розграбоване. Іббі-Сін у кандалах був відправлений до Еламу. Подальша доля Іббі-Сіна невідома. Правив Іббі-Сін 24 роки.
За шість років після розгрому Ура еламіти вивели своє військо. Влада над Межиріччям перейшла до царів Ісіна.